# Dachshund
El dachshund, también conocido como perro salchicha o teckel, es una raza de perro originaria de Alemania. Su peculiar fisonomía se debe a una mutación genética conocida como bassetismo, que dota a los ejemplares de unas extremidades cortas en relación con el tamaño del cuerpo. 
Según su tamaño y peso puede clasificarse en estándar (9 kg-15 kg), miniatura (5 kg-9 kg) y Kaninchen (3 kg-5 kg) este último no solo se caracteriza por un menor peso y tamaño, sino que presenta unos rasgos físicos distintos.
Además el perro salchicha se diferencia en función de la tipología del pelo, puede ser de pelo duro (generalmente de color gris), pelo corto y pelo largo, estos dos últimos pueden ser de color negro con rojo fuego, marrón chocolate y dorado.
El dachshund de tamaño estándar se desarrolló para oler, perseguir y ahuyentar a los tejones (de ahí su nombre, que en alemán significa 'perro tejonero') y otros animales que viven en madrigueras, mientras que el dachshund en miniatura fue criado para cazar animales pequeños como conejos y ratones.

## Antecedentes
El primer club de la raza se fundó en Alemania en 1888, cuando se redactó el primer estándar, aunque ejemplares de esta raza ya se habían presentado años antes en exposiciones caninas en Inglaterra.
La popularidad de los dachshund se ha debido en gran medida a ser una de las razas preferidas por las monarquías europeas, incluida la de la reina Victoria, que era particularmente entusiasta de esta raza.
La FCI decidió crear el Grupo IV sólo para esta raza, ya que a pesar de ser un perro de madriguera, su carácter y constitución distan mucho de los basset hound.

## Características
Su forma es alargada y baja, con una cola larga y hocico estirado, orejas largas y caídas, patas cortas y uñas negras. Estas patas cortas son quizás la característica más reconocida de la raza y las que facilitan la caza en madrigueras, que era su principal actividad dentro de la caza, donde se muestra como un rastreador y muy valiente, y que no dudará en enfrentarse a un fiero jabalí.

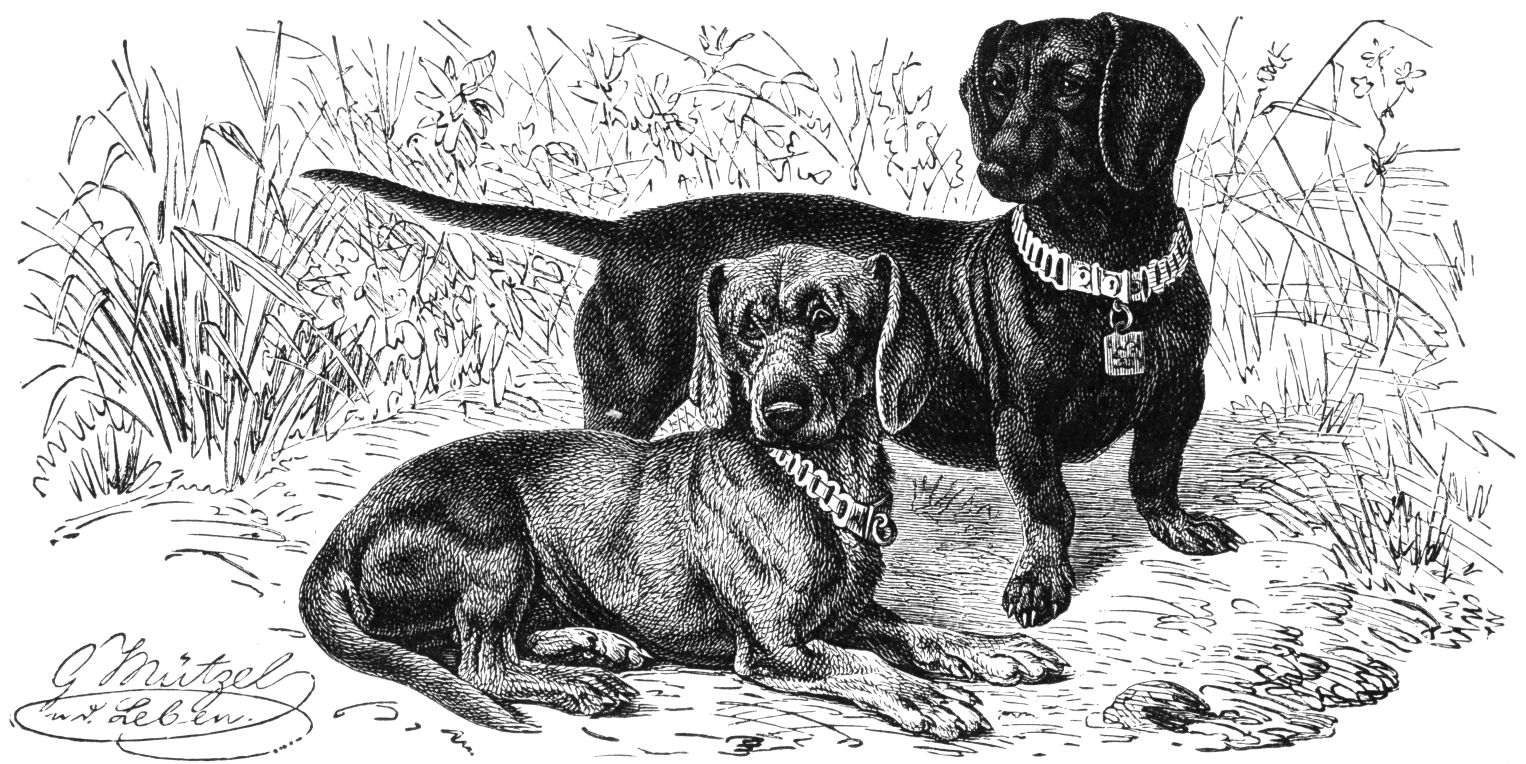
Grabado del de una pareja de Dachshund.

Hay tres variedades, según la circunferencia torácica medida a la edad de 15 meses:
- Estándar: peso máximo de 9 kg y una circunferencia torácica superior a 35 cm.
- Miniatura: circunferencia torácica entre 30 y 35 cm.
- Dachshund para la caza del conejo: circunferencia menor de 30 cm.

Cada una de las variedades de tamaño puede presentar tres tipos de pelo:
- De pelo corto.- El pelo debe ser corto, espeso, brillante, liso, bien pegado al cuerpo, fuerte y duro; no debe mostrar zonas sin pelo. La cola con pelo fino y tupido.
- De pelo largo.- El pelaje está provisto de una capa externa de pelo liso, brillante y bien pegado al cuerpo, se alarga debajo del cuello y en la parte inferior del cuerpo, sobresale en las orejas y presenta en la parte posterior de las extremidades un pelo claramente más largo en forma de plumas. El pelo más largo se encuentra en la parte inferior de la cola, donde forma bandera.
- De pelo duro.- Con excepción del hocico, las cejas y las orejas, tiene en todo el cuerpo - mezclado con la capa interna de pelo - una capa externa con el pelo pegado al cuerpo, espeso, áspero y grueso. En el hocico posee una barba bien marcada. Las cejas son tupidas. En las orejas, el pelo es más corto que en el cuerpo, casi liso. La cola con pelo bien desarrollado, uniforme y muy pegado.
- Son perros de carácter cariñoso, sociable y juguetones, les encanta pasar el tiempo jugando sin importar la edad y por esa razón no se es recomendable dejarlos mucho tiempo solos, ya que pueden causar daños como romper muebles u otros objetos. También al estar solos tienden a sentirse tristes, por lo cual, ya no quieren pasar tiempo con las demás personas y no quieren comer. Si se lo deja todos los días, el can puede desarrollar el síndrome del abandono, que se da mayormente en ejemplares jóvenes. El síndrome de ansiedad por separación en perros es un trastorno de comportamiento muy característico en canes que se quedan solos en casa o se separan de sus dueños tras haber pasado una larga temporada con ellos. Esto tiene tratamiento:
  1. Modificación del entorno del perro: es necesario proporcionarle estimulación física y mental para bajar sus niveles de ansiedad.
  2. Terapia de modificación de conducta: hay que enseñar al perro a tolerar la separación.

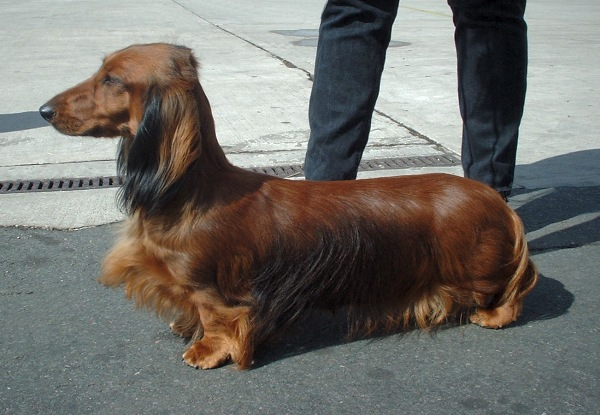
Variedad pelo largo.

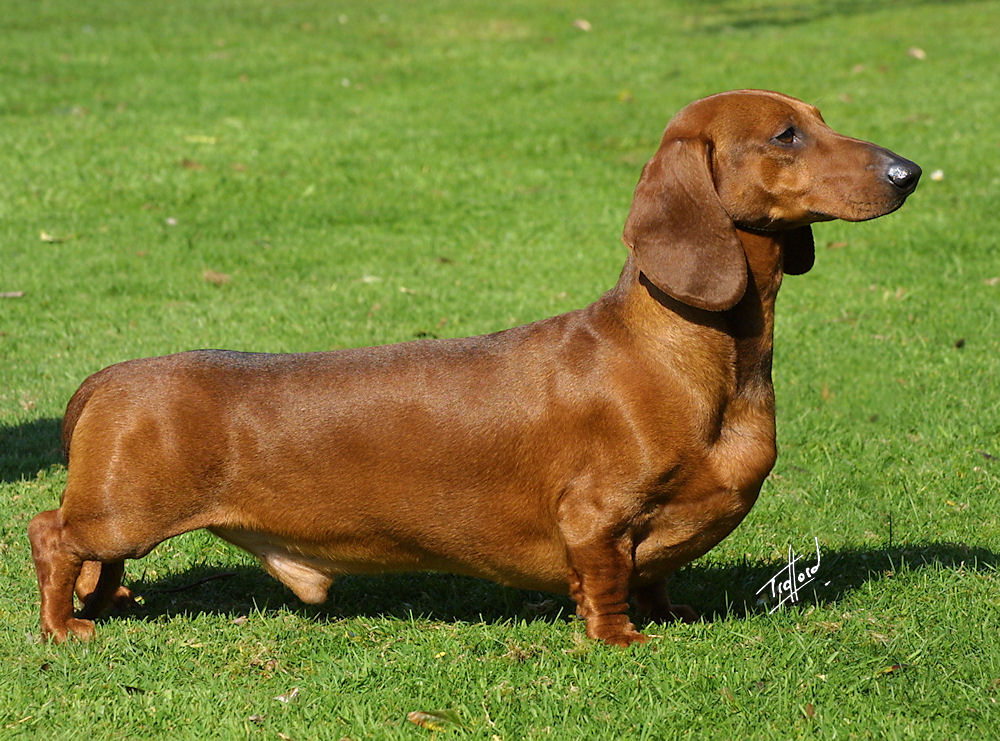
Variedad pelo corto estándar.

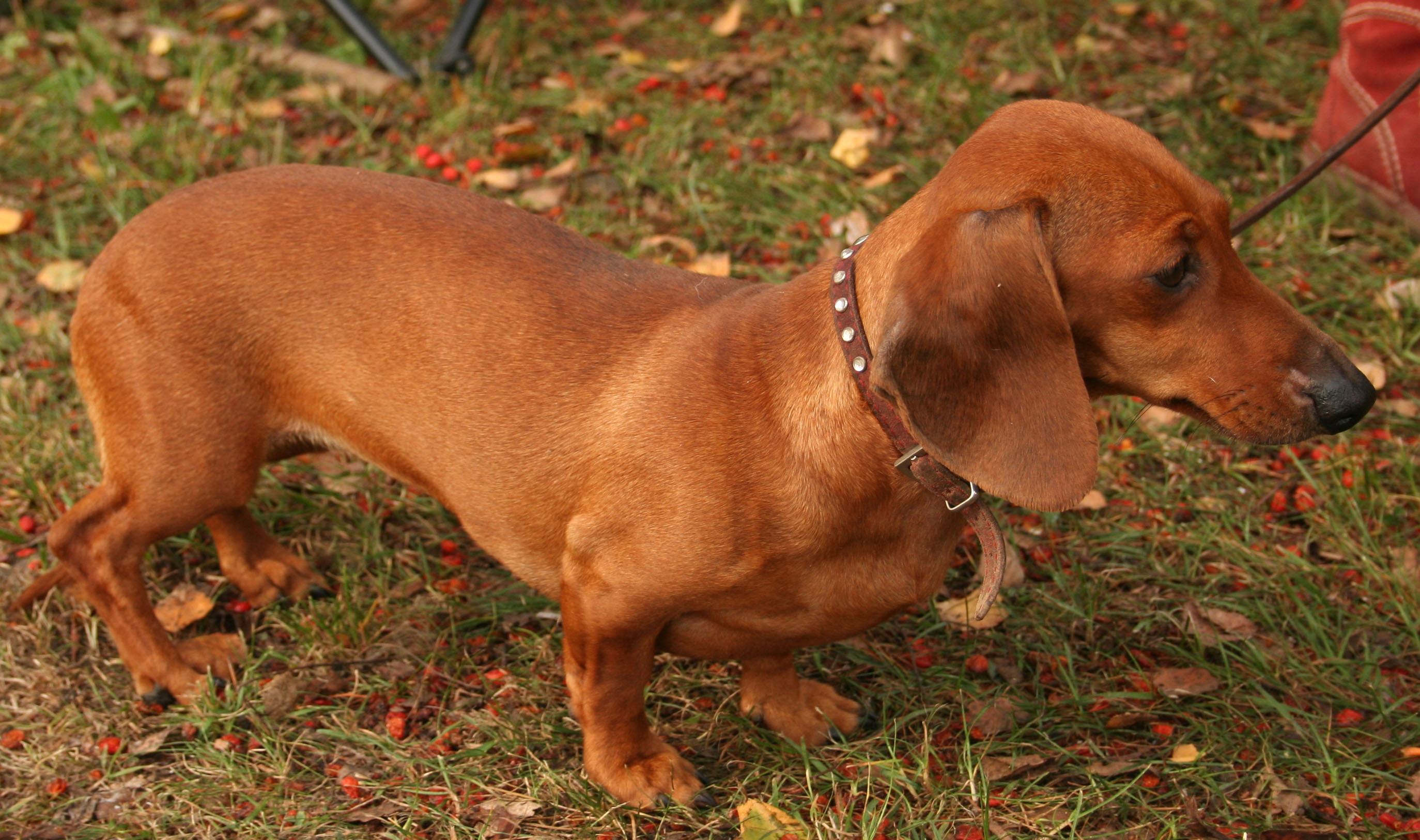
Variedad para la caza de conejo.

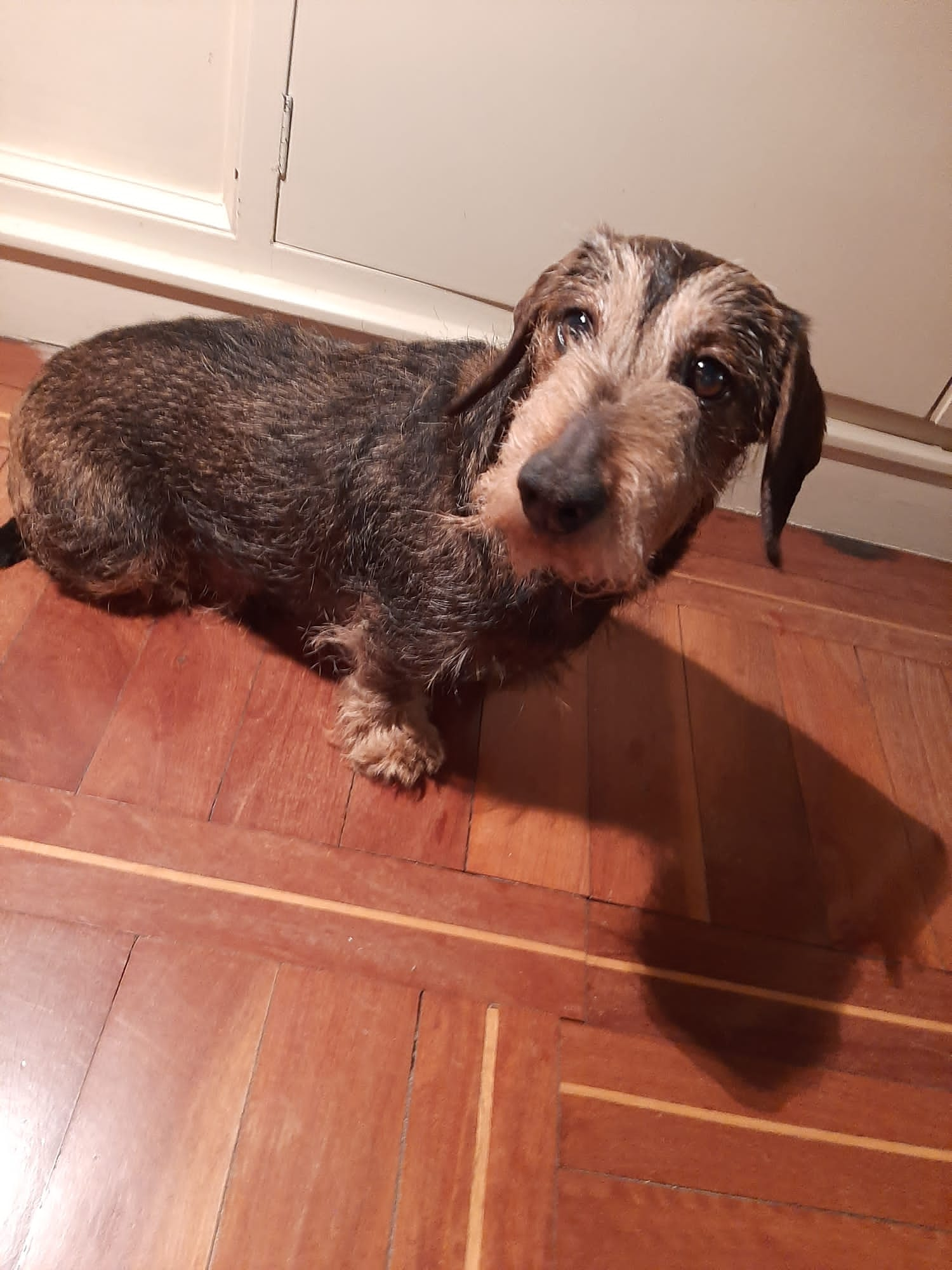
Variedad pelo duro.

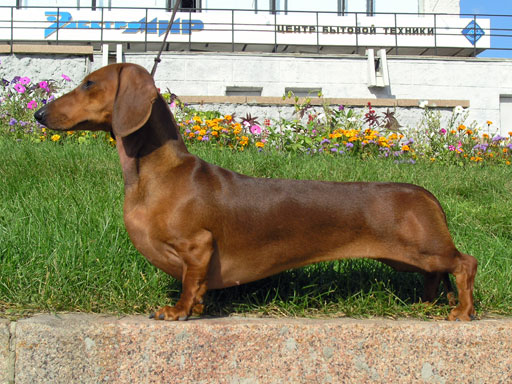
Variedad estándar pelo corto.

En las cinco variedades de pelo se admiten los mismos colores:
- Perros unicolores: Rojo, rojo-amarillo, amarillo, con o sin moteado negro. El blanco no es deseable, pero en forma de unas pequeñas manchitas no es eliminatorio. La trufa (parte terminal de la nariz) y uñas son negras, aunque se permite el color rojizo-marrón.
- Perros bicolores: Negro profundo o marrón claro, todos con marcas de fuego de color rojo oxidado o amarillo encima de los ojos, a los lados del hocico y del labio inferior, en el borde interior de las orejas, en el antepecho, en las partes interiores y posteriores de las extremidades, en los pies, alrededor del ano y desde aquí hasta un tercio o la mitad de la parte inferior de la cola. La trufa y las uñas son negras en perros negros; en perros de color marrón, llevan este mismo color. El blanco no es deseable, pero se admiten pequeñas manchas. No son deseables marcas de fuego demasiado extendidas.
- Perros manchados (arlequines, atigrados): El color básico es siempre un color oscuro (negro, rojo o gris). Son deseables manchas irregulares grises o beige. Ni el color oscuro ni el claro deben predominar. El color atigrado tiene rayas más oscuras sobre un fondo rojo o amarillo. La trufa y uñas son como en el caso de los perros uni o bicolores.

### Educación
Se exagera mucho al afirmar que el dachshund es testarudo y no se deja educar. Sin embargo, puede existir alguna razón para juzgarlo así, tal vez su pequeño tamaño lleva a cuidarlo más de lo debido y a transigir con sus caprichos, los mismos que tienen la mayoría de cachorros, lo que luego en el lenguaje popular se traduce en las proverbiales «cabezonerías» del dachshund, que se dan en casi todos los cachorros. Aparte de ello, la educación de un dachshund no es más difícil que la de cualquier perro, al contrario; es un can inteligente, que aprende rápido, y de cachorro, igual de cabezón que otras razas. Una vez que comprenden las reglas de convivencia y se les educa adecuadamente son perros cariñosos, protectores y a la par que muy juguetones, incluso llegando a colaborar en las tareas del hogar.

### Consideraciones
El dachshund, de buenas líneas de trabajo, no es un sabueso en el estricto sentido del término, pero como le viene de este su excelente olfato, puede hacer el trabajo de un sabueso a su manera y de acuerdo con su pequeño tamaño. No es un terrier propiamente dicho, pero trabaja a la perfección bajo tierra en la madriguera, como lo haría un terrier, tampoco es un braco propiamente dicho, pero puede hacer el trabajo de este, de acuerdo con su tamaño.
No hay que igualar un perro de caza a otro, todos tienen sus ventajas y sus inconvenientes, sus especialidades según su tamaño, pelo, etc. El dachshund reúne cualidades de casi todos los perros de caza y en manos de un buen cazador que lo sepa adiestrar bien y que disponga de un terreno de caza de pelo y pluma y quizás alguna madriguera, zarzas, jaras, matojos, un charco cerca y algún paso de jabalíes, tendrá en el dachshund un pequeño perro de caza que le levantara cualquier pieza, pondrá algún zorro a tiro, dentro o fuera de la madriguera, rastreará el rastro de sangre de: jabalí, corzo, ciervo, u otra pieza de caza mayor durante kilómetros y kilómetros, por lo que conviene que, en este caso, vayan atados en largo, pues debido a su tozudez, el perro seguirá el rastro constantemente, con riesgo de perderse, aunque siempre vuelva al sitio de partida, volviendo sobre sus rastros, pero pueden pasar muchas horas o incluso días, cuando el amo ya no esté allí.
Conviene adiestrar al dachshund para caza mayor o menor (solo una de ellas), puesto que si vamos de caza menor y detecta un rastro de jabalíes, venados, corzos, ciervos, seguirá el rastro hasta que le perdamos de vista, despreocupándose de las piezas menores. Y viceversa; en caza mayor, no dudará en seguir el rastro de liebres, conejos y perdices hasta localizarlas. Dado que es un perro apto para ambas cazas y que el instinto le va a llevar a seguir cualquier rastro de ambas, se debe educar para que se especialice única y exclusivamente al tipo de caza que nos vamos a dedicar.

## Salud

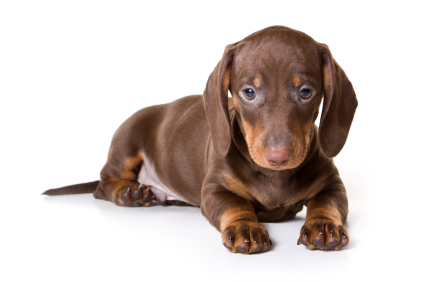
Cachorro de dachshund.

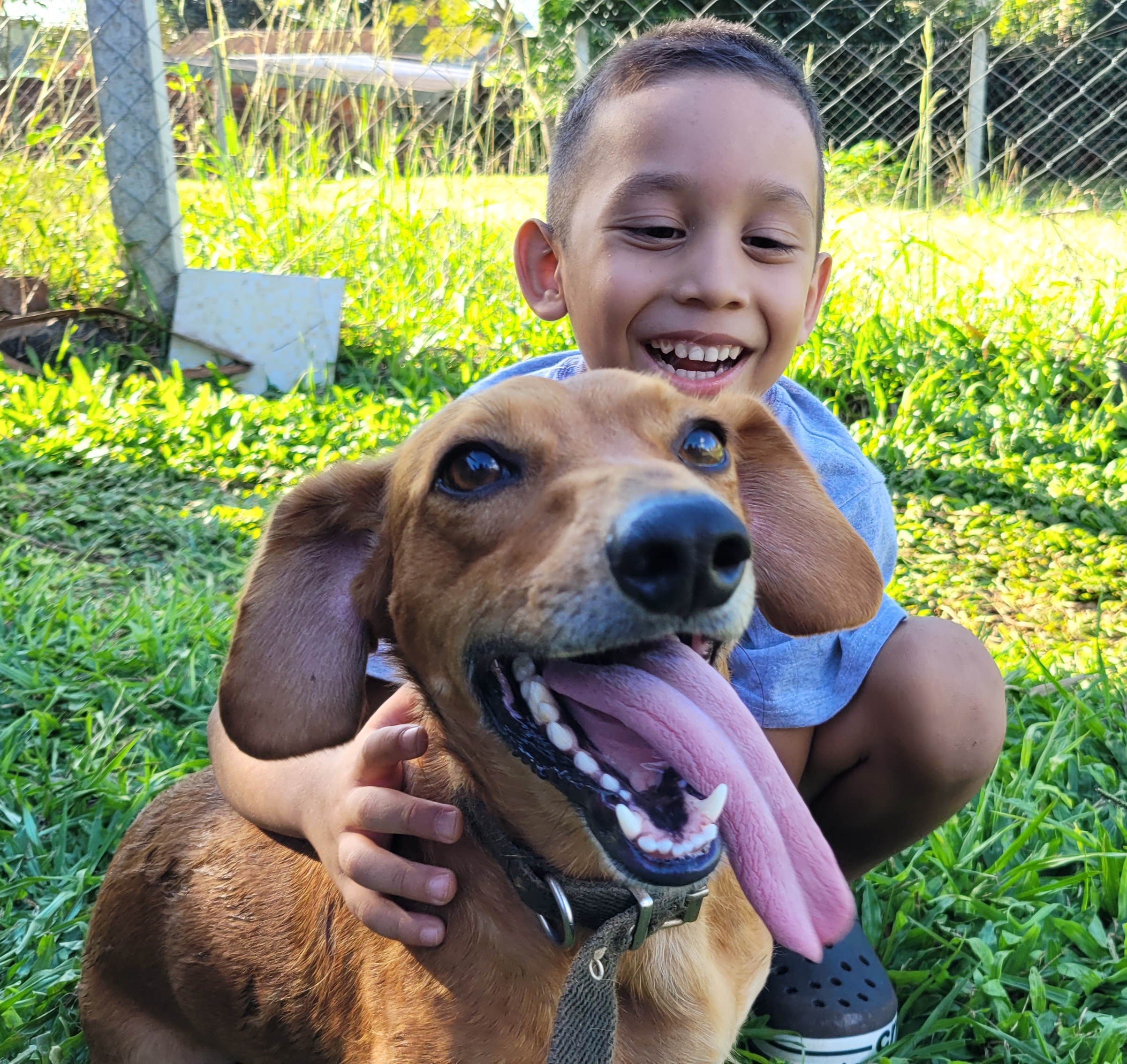
Argentina celebra cada 1 de febrero el Día Nacional del Perro salchicha.

La raza es conocida por sus problemas de espina dorsal, debido a su columna vertebral extremadamente larga y a sus costillas cortas. El riesgo de lesiones puede empeorar en caso de sobrepeso. Para prevenir daños, es recomendable que estos perros no salten ni suban y bajen escaleras. Cada vez es más evidente que estos problemas son hereditarios, y los criadores trabajan en la mejora de la raza.
Sin embargo, es sabido que estos perros, con una correcta educación deportiva, no presentarían problemas en este ámbito. En especial si son animales que gozan de grandes espacios donde pueden correr y saltar libremente. Son perros muy ágiles de reflejos excepcionales que, sin embargo, por sus patas cortas no alcanzan altas velocidades. En general son canes poco propensos a enfermedades siempre y cuando el dueño tenga un buen cuidado al momento de una enfermedad, llevándolo al veterinario y siguiendo sus instrucciones.
Por otro lado, la alimentación del dachshund o perro salchicha es de suma importancia. Si se le proporciona demasiada comida, el can engordará y tendrá dificultades para su movilidad, y como consecuencia presentaría dolores de espalda y con los años graves problemas de espina dorsal y hernias discales. Aunque esta raza consume carne como cualquiera otra canina no quiere decir esto que sólo debe alimentarse de esta. Es muy recomendable alimentarlos con alimentos equilibrados ricos en proteínas y vitaminas, las cuales lo ayudan a crecer de una manera saludable. Esta raza también se distingue por ser excelentes perros caseros, especialmente apropiados para vivir en residencias de reducido tamaño debido a su pequeña estatura y buen temperamento. Les gusta mucho la zanahoria, la manzana y el pepino.
El perro salchicha es una de las razas con mayor esperanza de vida, llegando a vivir de 12 a 16 años, siempre y cuando reciban los cuidados apropiados para propiciar su salud y bienestar.

## Símbolo en Alemania
Los dachshunds se han visto tradicionalmente como un símbolo de Alemania. Los caricaturistas políticos solían utilizar la imagen del perro salchicha para ridiculizar a Alemania. Durante la Primera Guerra Mundial, la popularidad de la raza de perro en Estados Unidos se desplomó debido a esta asociación. Como resultado, a menudo se los llamaba liberty hounds ('sabuesos de la libertad'). El estigma de la asociación revivió en menor medida durante la Segunda Guerra Mundial, aunque fue comparativamente de corta duración. El emperador Guillermo II de Alemania y el mariscal de campo alemán Erwin Rommel eran conocidos por tener dachshunds.
Debido a la asociación de la raza con Alemania, así como a su particular popularidad entre los cuidadores de perros en Múnich en ese momento, el perro salchicha fue elegido como la mascota oficial de los Juegos Olímpicos de Múnich 1972, con el nombre de Waldi.